# 加拉特县
加拉特县，又譯濟亞拉特區，为巴基斯坦俾路支省北部的一个县。总面积3.62平方公里，总人口150,000(2006年估计)，大部分居民为普什图族。位於海拔2400公尺的加拉特是本縣的縣治，而縣內海拔最高點位於Khalifat山，有11.400英尺（3.475）高。

## 行政区划
加拉特县成立於1986年7月，現時有人口52,855名。全縣分为2个乡，分別為Ziarat及Sinjavi。Sinjavi的人口較為密集，有32,456人；而加拉特只有18,000人。整個縣有10个联合委员会。

## 旅遊及經濟
加拉特縣有着全世界最古老的刺柏屬森林，而農林業亦是本縣的經濟命脈。縣內的蘋果園及櫻桃園除了為本縣帶來農產品的經濟收益，亦是旅遊的好去處。因此，在整個俾路支省，本縣有着最高的人類發展指數：根據現時唯一免付費的2003年統計數字，加拉特縣的HDI接近0.7，為整個加拉特縣之冠。此外，位於山區獨特地理環境的加拉特縣亦有豐富的大理石礦藏。不過在2015年1月3日，一個位於本縣的大理石礦場突然崩塌，造成至少12名工人死亡。